# Josef Franz Wagner
|  | Info zur Audio-Datei |

Josef Franz Wagner, ca. 1889

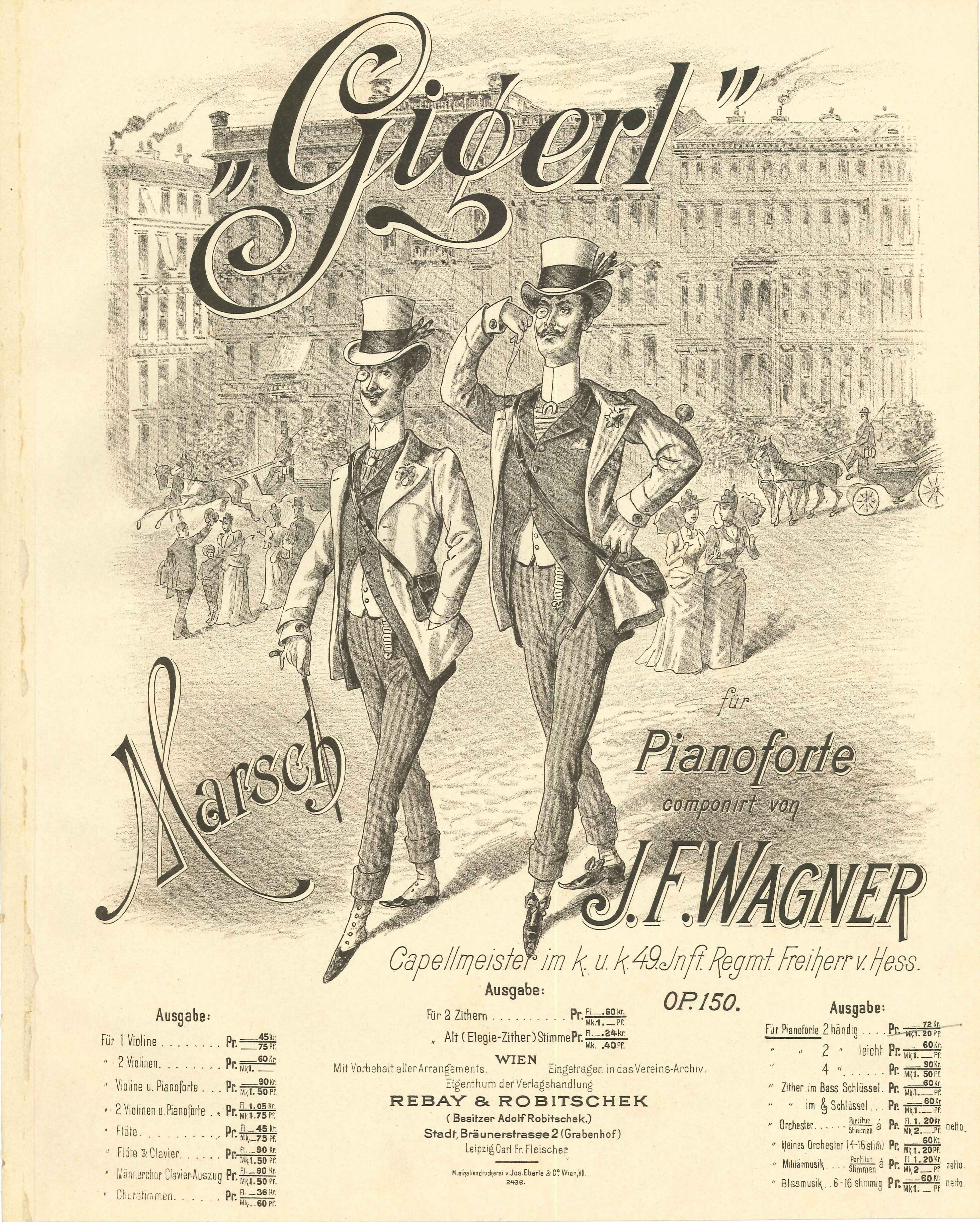
Gigerl, Opus 150

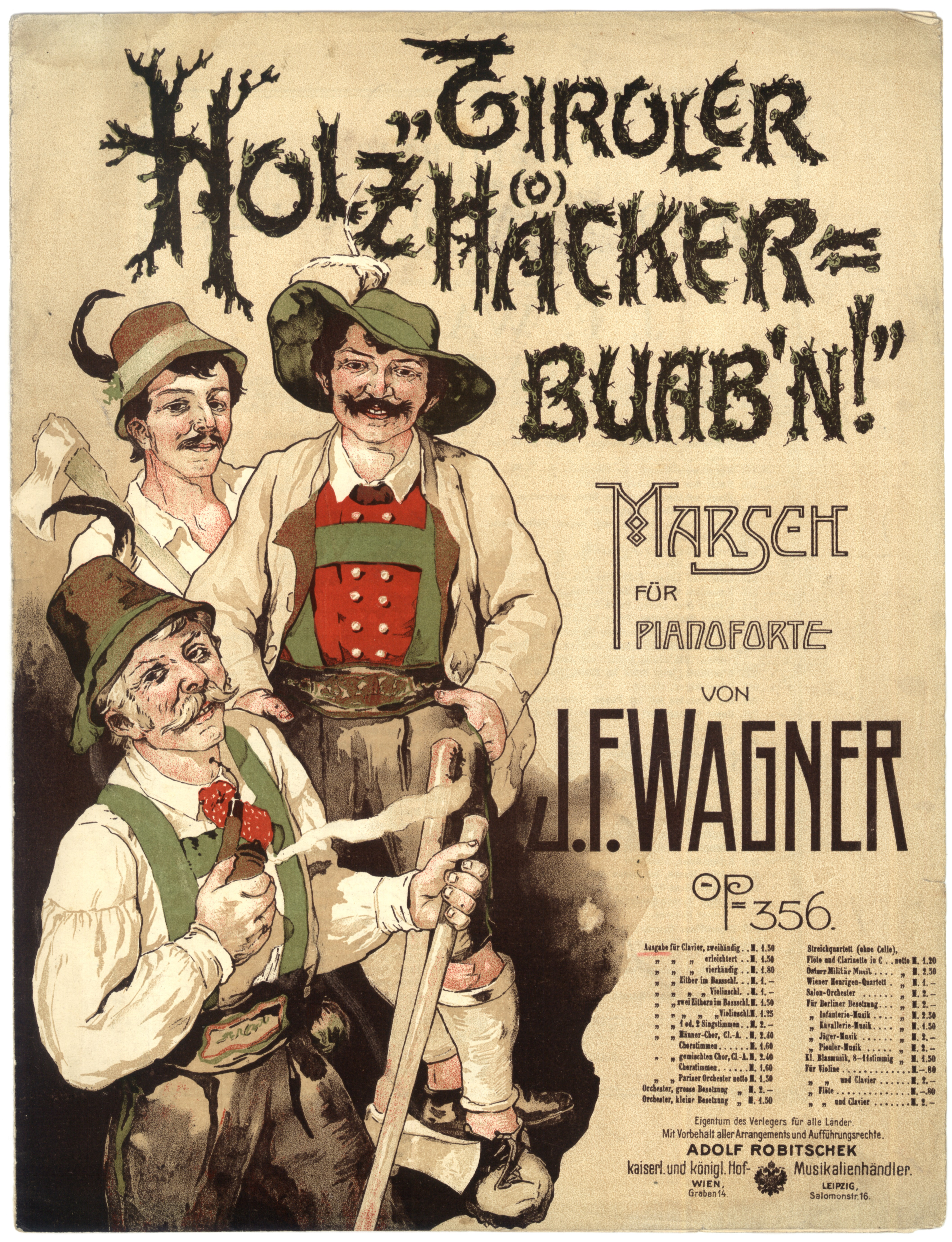
Opus 356, ebenfalls im Verlag Adolf Robitschek erschienen

Josef Franz Wagner (* 20. März 1856 in Wien; † 5. Juni 1908 ebenda) war ein österreichischer Militär-Kapellmeister und Komponist.
Josef Franz Wagner war Militär-Kapellmeister bei den Infanterie-Regimentern Nr. 47 und Nr. 49 und Leiter einer populären Privatkapelle. Neben seinen Tanzkompositionen waren vor allem seine Märsche beliebt. Schon seine Zeitgenossen bezeichneten ihn als den „Österreichischen Marschkönig“.
Sein bekanntestes Werk ist der Marsch Unter dem Doppeladler (op. 159) aus dem Jahre 1893, benannt nach dem Doppeladler im Wappen des österreich-ungarischen Reiches. Er ist heute der offizielle Marsch des Ersten Österreichischen Artillerie-Regiments. Beliebt ist auch der Marsch Tiroler Holzhackerbuab’n, der auch als Polka Die lustigen Holzhackerbuam bekannt ist.
Josef Franz Wagner ist in einem ehrenhalber gewidmeten Grab auf dem Wiener Zentralfriedhof (Gruppe 35 A, Reihe G 2, Grab 8) beerdigt.

## Kompositionen (Märsche)
- 47er Regiments-Marsch
- Amneris Marsch (op. 216)
- Anastasius Grun (op. 49)
- Bersagliere Marsch (op. 352)
- Bona Fortuna (op. 162)
- Burenlied Marsch
- Dass Mir Kaner Hamgemt Marsch
- Die Fahne des Kaiser (op. 220)
- Die Krone Osterreichs (op. 340)
- Dorfschwalben
- Gigerl (op. 150)
- Gut Osterreichisch Marsch (op. 201)
- G’schaftlhuber (op. 151)
- Holzhacker Marsch
- Kaumberger (op. 157)
- Kadetten Marsch (op. 208)
- Kaiser Franz Josef
- Kaiserlich und Königlich (op. 213)
- Mit dem Sabel in der Hand (op. 296)
- Osterreich Mein Vaterland
- Osterreich Soldaten (op. 222)
- Rekrutenfreunde (op. 272)
- Schwarz-Gelb (op. 287)
- Schwert Österreichs (op. 301)
- Stahlgrün (op. 166)
- Tiroler Holzhacker-Buab’n (op. 356)
- Unter dem Doppel-Adler (op. 159)
- Wimberger (op. 163)